# Ermita de Sant Roc (Sot de Xera)
L'ermita de Sant Roc és una ermita existent en la localitat de Sot de Xera (Els Serrans, País Valencià), situada al costat de la carretera comarcal sobre un promontori a uns 500 metres de la localitat.
Es tracta d'un edifici d'una sola nau, d'estil renaixentista edificada en 1592, i dedicada al patró del poble. En la capella havia una flama encesa permanentment des que va acabar la Guerra Civil espanyola, constituïda per un atuell ple d'oli amb una metxa. Perquè aquesta flama no s'apagara, havia de tindre sempre oli aquest recipient, i tots els dies anava una veïna del poble a revisar el llum i a dipositar oli. Actualment s'ha substituït aquest llum d'oli per veles que romanen enceses contínuament. Una de les claus de l'ermita la passen tots els dies de casa a casa, estant a disposició de tots els veïns de Sot de Xera.
Constituïx una excel·lent àrea recreativa amb singulars panoràmiques de la vall de Sot de Xera.
Té un camí d'accés des del poble, a manera de calvari amb pendents pronunciats. Al voltant de l'ermita hi ha una petita esplanada lliure que permet la visita i celebració de romiatges i festes populars, entenent-se aquest espai lliure com a part del conjunt. A més s'envolta de frondosa jardineria, enllumenat, arbrat de diferents varietats i una font de recent construcció.